# 坎皮纳斯州立大学

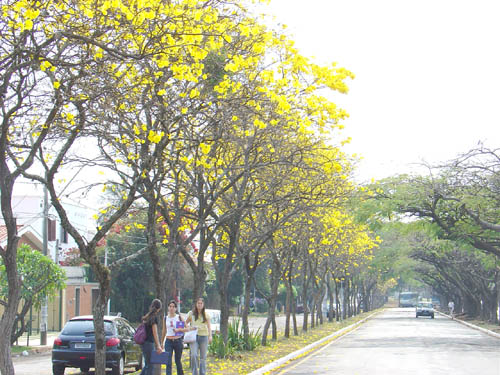
Barão Geraldo大道上的黃鐘木屬植物

坎皮纳斯州立大学（葡萄牙語：Universidade Estadual de Campinas，缩写为UNICAMP或Unicamp)，巴西圣保罗州坎皮纳斯市的一所公立大学。该校成立于1966年10月。在校生约3.6万人。该校在巴西的声誉和地位仅次于圣保罗大学。
主校区位于坎皮纳斯市的Barão Geraldo区，另外两个校区分别位于Limeira、Piracicaba。